# Апостольська церква Христа
Апостольська церква Христа (англ. Christ Apostolic Church, CAC) — протестантська п'ятидесятинна церква, котра базується в Нігерії. Церква об'єднує 5 млн 
Штаб-квартира організації розташована в місті Лагос, Нігерія.
Релігієзнавці відносять церкву або до групи апостольських п'ятидесятників, або до незалежних африканських п'ятидесятиних церков.

## Історія
Корені руху йдуть в «рух зцілення», котрий отримав розповсюдження в Нігерії в 1917-18 роках. Обновлені молитвені групи, котрі сповідають віру в божествене сцілення, виникали в англіканських громадах на півночі країни. На початку 1920-х років подібні групи стали виходити з англіканської церкви, відмовившись від практики хрещення немовлят та використання ліків. В 1930-і роки велика частина подібних громад увійшли в п'ятидесятину Апостольську церкву Великої Британії, сформувавши Апостольську церкву Нігерії. Проте в 1940-41 роках частина церков на чолі з Джозефом Бабалолою (1906—1959) вийшла з об'єднання. В 1942 вони сформували Апослольську церкву Христа. Бабалола, механік першоко котку, з початку 1930-х років був ключовою фігурою котрий охопив країну рухом відродження. З дзвіночном та Біблією в руках він обходив набережні райони Нігерії, проводячі масові служіння сцілення та проповідуючи відмову від ідолопоклоніння, важливість молитви та посту. Служіння Бабололи часто супроводжувалось публічним спаленням фетишів традиційних африканських увірувань.
Діяльність Бабалоли сколихнула колоніальну владу та вони заарештували його. Довгий час церква зазнавала переслідування зі сторони влади. Проте ні арешт, ні смерть лідера в 1959 році не змогли зупинити ріст руху.
До 1990 року в Нігерії число послідовників Апостольської церкви Христа перевищило 1 млн. В середині 1990-х в Нігерії церква об'єднала 6,8 тис. громад, 700 тис. хрещених членів та 2 млн віруючих. Більшість з них за етничною приналежністю відносяться до йоруба (74 %). Інші віруючі належать до інших етнічних груп Нігерії — ігбо та іджо (разом — 15 %), біні, урхобо та ітсекірі (разом — 5 %), ефік та ібібіо (разом — 3 %).
В Нігерії церквам належать ряд загальноосвітніх середніх шкіл, а також Нігерійський християнський університет (вищий світський навчальний заклад).
На сьогодення громади Апостольської церкви Христа діють також в Гані, Кот-д'Івуаре, Ліберії, Сьєрра-Леоне, ПАР, Того, Чаде, Беніні, Гамбії, Гвінеї, Сенегалі. Для африканських емігрантів відкриті філіали в США, Великій Британії (23 церкви), Австралії, Канаді (5 церков), Німеччини (3 церкви), Нідерландах (1 церква), Італії (1 церква), Ірландії (1 церква), Австралії (1 церква), Франції (1 церква), Росія (1 церква).
З 2012 року генеральним президентом церкви є пастор Акіносун.

## Віровчення та практика

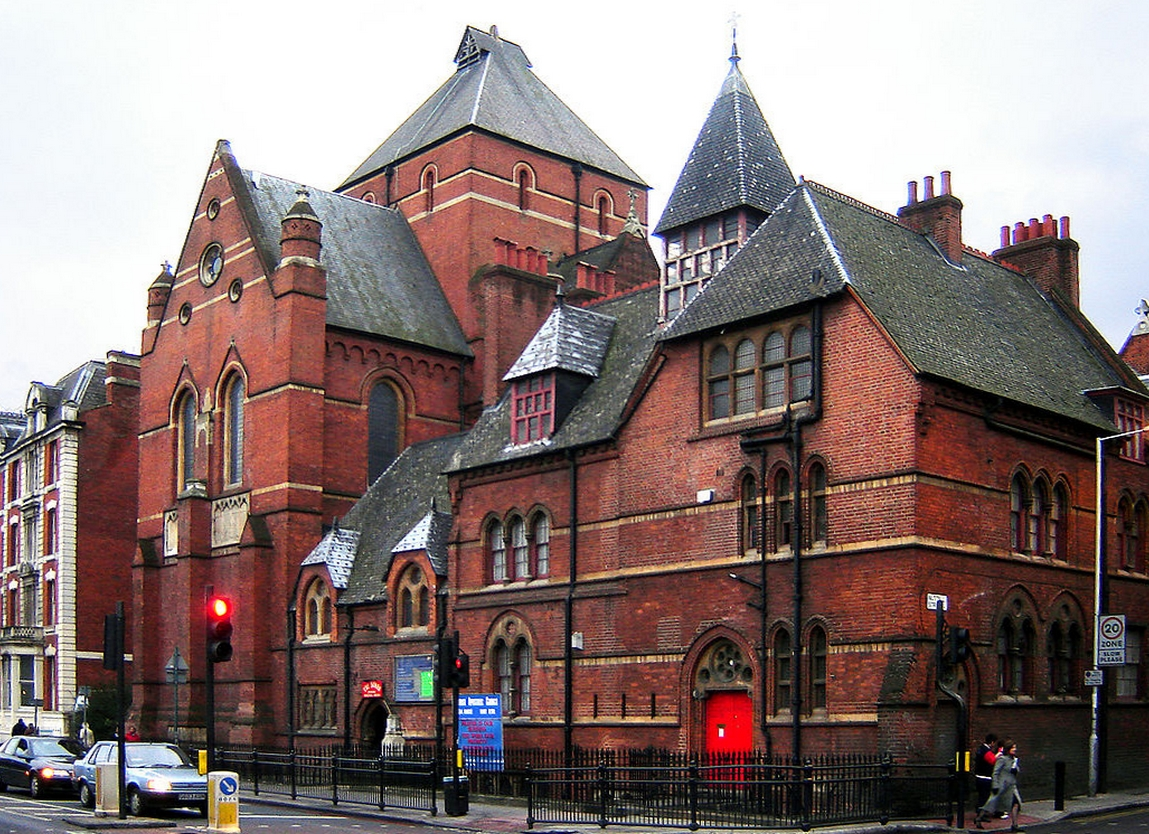
Апостольська церква Христа в Лондоні

На відміну від інших незалежних африканських п'ятидесятників, віровчення Апостольської церкви Христа більш христоцентрично та акцентрировано на Біблії. Служителі церкви отримують духовну освіту в богослівській семінарії в Іфе та ряду біблійських коледжів. В церковних обрядах не використовуються традиційний африканський одяг.
Членам церкви категорично заборонено вживання алкоголю та цигарок. Також не вітається використання лікарських препаратів, що розглядається як «маловір'я». Осуджується багатоженство. Хрещення можливе лише за досягненням свідомого віку.
В апостольській церкві Христа широко розповсюджені п'ятидесятинні практики — хрещення Духом Святим з говорінням на інших мовах, пророцтво, сцілення, ведіння.